# Leopoldo Alas, Clarín
Leopoldo Enrique García-Alas y Ureña, conocido simplemente como Leopoldo Alas o Clarín (Zamora, 25 de abril de 1852-Oviedo, 13 de junio de 1901), fue un escritor y jurista español. Catedrático primero en la Universidad de Zaragoza y más tarde en la de Oviedo, se desempeñó como crítico literario en la prensa periódica de la época, desde donde atacó con punzantes artículos a muchos literatos contemporáneos. Su novela La Regenta (1884) está considerada la obra cumbre de la literatura española del realismo y una de las mejores novelas en castellano del siglo XIX.

## Biografía
Nació el 25 de abril de 1852 en Zamora, a donde se había trasladado su familia desde Oviedo al recibir su padre, Genaro García-Alas, el nombramiento como gobernador de la ciudad. Leopoldo fue el tercer hijo del matrimonio. Uno de sus hermanos fue Genaro García-Alas y Ureña.
En la casa se hablaba continuamente de Asturias y su madre, Leocadia, con cierta nostalgia, contaba relatos de aquella tierra de sus antepasados (aunque ella tenía también hondas raíces leonesas). Este ambiente influyó en gran medida en el espíritu del niño Leopoldo, que desde siempre se sintió más asturiano que zamorano, aunque a lo largo de su vida conservó un cariño especial por las tierras que lo vieron nacer.
A los siete años entró a estudiar en el colegio de los jesuitas ubicado en la ciudad de León en el edificio de San Marcos (actual parador de turismo). Desde el principio supo adaptarse a las normas y a la disciplina del centro de tal manera que a los pocos meses era considerado como un alumno modelo. Sus compañeros lo conocían con el mote (sobrenombre) de «el Gobernador», por alusión a la profesión de su padre. Sus biógrafos aseguran que esta etapa estudiantil engendró en Leopoldo el sentimiento religioso y el principio de gran disciplina moral que fueron la base de su carácter. En este primer año escolar ganó una banda azul como premio y trofeo literario. La conservó toda su vida y se encontraba entre los objetos más queridos del museo familiar.
En el verano de 1859 toda la familia regresó a Asturias. Leopoldo descubrió con sus propios ojos la geografía asturiana de la que tanto había oído hablar a su madre. Durante los años siguientes Leopoldo se encontró en libertad por las tierras de Guimarán, propiedad de su padre, donde aprendió directamente de la Naturaleza y de los libros que encontró en la vieja biblioteca familiar, donde entró en contacto por primera vez con dos autores que fueron sus maestros: Cervantes y fray Luis de León.
El 4 de octubre de 1863, a la edad de once años, Leopoldo ingresó en la Universidad de Oviedo en lo que se llamaban «estudios preparatorios», matriculándose en las asignaturas de Latín, Aritmética y Doctrina Cristiana. El curso lo terminó con la nota de sobresaliente y con la adquisición de tres buenos amigos: Armando Palacio Valdés, Tomás Tuero (que fue también escritor, traductor y crítico literario) y Pío Rubín (escritor).
Clarín fue padre de Leopoldo García Alas Argüelles, rector de la Universidad de Oviedo, quien fue fusilado por el bando sublevado en febrero de 1937, y bisabuelo del jurista Leopoldo Tolivar Alas. Este último y su hermana, Ana Cristina Tolivar Alas, cedieron en depósito, gratuitamente, al Principado de Asturias, en marzo de 2010, la biblioteca familiar y archivo que conservaban, entre cuyos documentos figura el manuscrito de La Regenta.
Leopoldo Alas fue tío político del médico Alfredo Martínez García-Argüelles, ministro durante la Segunda República, y tío-bisabuelo del también escritor Leopoldo Alas Mínguez, fallecido el 1 de agosto de 2008.

### Llegada a Madrid
Después de terminar sus estudios en la Universidad, el futuro Clarín se trasladó a Madrid de la mitad del siglo XIX, para hacer el doctorado, alojándose en una posada de la calle de Capellanes. Allí encontró a sus amigos de la capital asturiana, Tuero, Palacio Valdés y Rubín, grupo que se dio a conocer como «los de Oviedo» en la Cervecería Inglesa de Madrid, donde se reunía la tertulia que acabaría alumbrando el Bilis club.
Durante aquel primer curso, Clarín tomó contacto con el krausismo y el liberalismo laico. Años atrás el jurista, pedagogo y filósofo Julián Sanz del Río, que había sido discípulo en Alemania de Karl Krause, había traducido e introducido en España la filosofía del krausismo. Como profesor de Filosofía del Derecho ejerció entre sus alumnos tal admiración que les llevó a poner en marcha un movimiento ideológico intelectual sin precedentes, que culminó con una gran reforma en la educación libre, otros cambios relativos a la sociedad y a la política y la creación de la Institución Libre de Enseñanza en 1876 que el profesor Sanz del Río no llegó a conocer, pues murió en 1869.

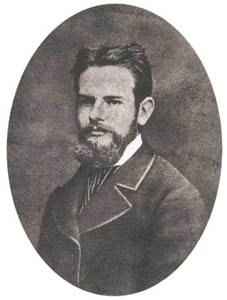
Clarín en su juventud

En agradecimiento a su labor de europeización y renovación, Sanz del Río, hombre íntegro y religioso, pero considerado como una amenaza al monopolio docente de la Iglesia católica y hereje recalcitrante, fue expulsado de su cátedra por las fuerzas conservadoras, con duras (aunque jurídicamente inconsistentes) campañas orquestadas por sectarios del "neo-catolicismo", una nueva facción ultra propiciada por la reciente encíclica de Pío IX. Tal acoso y persecución, a imagen y semejanza de los procesos de la Inquisición, llevaría a una reacción de repulsa contra los estamentos gubernamentales docentes entre los discípulos de Sanz del Río, luego destacados krausistas como Joaquín Costa, Francisco Pi y Margall, Rafael María de Labra, Emilio Castelar, Nicolás Salmerón y Adolfo Camús. Fue en las cátedras de estos dos últimos donde Leopoldo se reafirmó en su escepticismo filosófico y religioso-tradicional, que luego llevó al terreno del naturalismo literario. Al acabar aquel año, el propio Clarín comentó que "su espíritu se había fortalecido".

### El Solfeo
En diciembre de 1874, terminó la Primera República con la caída de Emilio Castelar gracias al golpe de Manuel Pavía. Poco después del golpe, Martínez Campos inició la Restauración monárquica en la figura de Alfonso XII, hijo de la destronada Isabel II.

En marzo de 1875, Antonio Sánchez Pérez fundó un periódico con el nombre de El Solfeo. El 5 de julio entraron en su redacción unos cuantos jóvenes, entre ellos Leopoldo Alas. El periódico pasó totalmente desapercibido y ni siquiera fue nombrado por los cronistas de la época. Su director quiso que sus colaboradores tomaran como seudónimo el nombre de un instrumento musical y así fue como Leopoldo eligió el clarín que a partir de ahí sería el nombre con que firmaría todos sus artículos. La columna donde escribía tenía el título de «Azotacalles de Madrid» (Apuntes en la pared). El 2 de octubre de 1875, el escritor firmó por primera vez como Clarín, inaugurando el espacio con el verso que el lector puede ver a continuación. De esta forma Leopoldo Alas entró en la vida literaria de la época y desde su columna empezó a lanzar duras críticas llenas de ironía contra la clase política de la Restauración.
Voy a inaugurar en verso
mis revistas de Madrid,
con un modesto romance
que tenga su retintín;
y voy a decir a ustedes
lo que les quiero decir,
mediante Dios, y mediante
el gobernador civil.
Clarín empezó a gozar de popularidad al mismo tiempo que le llegaban abundantes disgustos y bastantes enemigos. Cada nuevo artículo se convertía en un nuevo escándalo, criticado o alabado en las tertulias de la Cervecería Inglesa o del Ateneo de la calle de Arenal. Clarín siguió adelante en su estilo asegurando que «el crítico que dice la verdad no medra» y que el poeta, aunque sea malo, «llega de redondilla en redondilla a jefe de negociado». Junto con esta actividad literaria, continuó con sus estudios, preparando el doctorado.

### Revista de Asturias
Aparte del género periodístico, Clarín sintió la necesidad de cultivar otros géneros literarios. Félix Aramburu (poeta y notable escritor de derecho penal), amigo entrañable de Leopoldo, era el director y editor en Oviedo de una revista llamada Revista de Asturias. Este amigo no solo lo animó a escribir otro tipo de narraciones sino que le ofreció un lugar en su propia edición. En el verano de 1876, Clarín escribió sus primeros cuentos y algunas poesías que meses después se fueron editando en la Revista ovetense. Con estas colaboraciones el gran escritor fue dándose a conocer.[cita requerida]

### Doctorado y cátedra

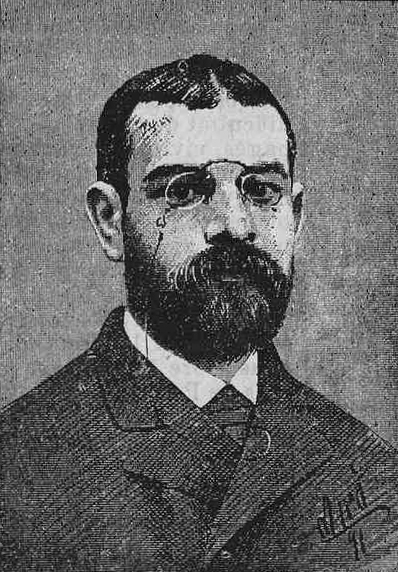
Retratado por Ramón Miró en 1891 en las páginas de La Esquella de la Torratxa

El 1 de julio de 1878 obtuvo Leopoldo Alas el título de doctor en Derecho civil y canónico, con la calificación de sobresaliente. Presentó su tesis doctoral sobre el tema El derecho y la moralidad en cuya edición puede verse la dedicatoria «A don Francisco Giner del Río, su sincero amigo y reconocido discípulo». Es el primer libro de Leopoldo que salió de una imprenta y el único en que no aparece su seudónimo Clarín.
Después de unas largas vacaciones en las tierras de Guimarán, Alas regresa a Madrid para preparar brevemente su presentación a las oposiciones que en el mes de noviembre se celebrarían en Salamanca para cubrir la plaza vacante de la cátedra de Economía Política y Estadística en la Universidad. Los sucesivos ejercicios fueron un continuo éxito para Leopoldo y hasta obtuvo el primer lugar en la terna de opositores. De estos éxitos se ocuparon los periódicos de Madrid y la noticia se dio también en la Revista de Asturias (Oviedo, n.º 40, 5.XII.1878, sección «Ecos y rumores»). Pero hubo un obstáculo grave para el éxito definitivo: Queipo de Llano, conde de Toreno, era por entonces ministro de Instrucción Pública y gozaba de un derecho de elección final del candidato. El conde de Toreno había sido blanco de las terribles sátiras de Clarín en El Solfeo, cosa que nunca olvidó y desposeyó a Clarín de la cátedra ganada, en beneficio del número dos de la terna de opositores, el señor Mantecón. Leopoldo Alas escribió una carta abierta de protesta al ministro y años después recordaría con amargura estos sucesos escribiendo: 

Yo aprendí de ellos (Salmerón y Giner) a respetar convicciones, y el mayor ultraje que me hizo, tal vez sin saberlo, el conde de Toreno, al negarme una cátedra que era mía, fue la implícita sospecha de que fuese yo un libre pensador como el boticario Homais de Flaubert, capaz de apedrear y despedazar con las herejías que a mí se me ocurriesen, el fanal en que guardaran su fe mis discípulos.

Cuatro años más tarde, la Revista de Legislación y Jurisprudencia publicó en desagravio y con todos los honores el trabajo que Clarín había presentado en las oposiciones de Salamanca bajo el título de «Programa analítico de Economía política y Estadística».
El año 1882 fue para Clarín un año de suerte. El 12 de julio pudo leer en la Gaceta Oficial su nombramiento para la cátedra de Economía Política y Estadística, concedida para la Universidad de Zaragoza, y el 29 de agosto tuvo lugar su boda con Onofre García-Argüelles, en la localidad asturiana de La Laguna (valle de Langreo), en el palacio de la familia García-Argüelles. Al año siguiente regresó a Oviedo como catedrático de Derecho Romano y más tarde se ocupó también de la cátedra de Derecho Natural en la Universidad de Oviedo.

### Clarín como profesor
Se decía entre sus contemporáneos que para conocer a Clarín era necesario asistir a su cátedra de Derecho Natural. Según sus propias palabras, era partidario de sugerir a sus alumnos un hábito de reflexión mejor que enseñar una ciencia a secas y no se conformaba con enseñar una serie de preceptos a aplicar en el futuro. Sus lecciones solían empezar con un precepto de Justiniano y continuaba con citas del Quijote o de santa Teresa, para terminar con Tolstói, Renan o san Francisco de Asís. Muchos de sus alumnos no llegaban a entender este sistema y acusaban a Clarín de ser un «hueso» (serio, estricto, exigente y por lo general con fama de suspender). Clarín estimaba a sus alumnos cuando eran capaces de entender el espíritu de sus enseñanzas antes que la letra. Tenía un sentido de la justicia muy severo a la hora de calificar y nunca aceptó ni sobornos ni recomendaciones; se le acusaba de carecer de ningún tipo de benevolencia. La cátedra fue para Clarín una gran responsabilidad y una preocupación constante (según sus propias palabras) y se entregaba a ella con toda honradez.[cita requerida]

### Caciquismo literario
Casi todos los biógrafos de Clarín vienen a estar de acuerdo en este punto: su caciquismo literario, algo tiránico. Desde su retiro de Oviedo llega a hacerse temer y respetar en Madrid y se da a conocer en Europa y en América. Fue un provinciano universal, aunque su ciudad, Oviedo, nunca comprendió su universalidad. Se le consideraba como un hombrecillo nervioso y miope, que daba clases en la Universidad y que por las tardes jugaba al tresillo en el Casino. Los estudiantes lo temían por su severidad y la sociedad lo consideraba un ateo liberal.[cita requerida]

### Obra literaria

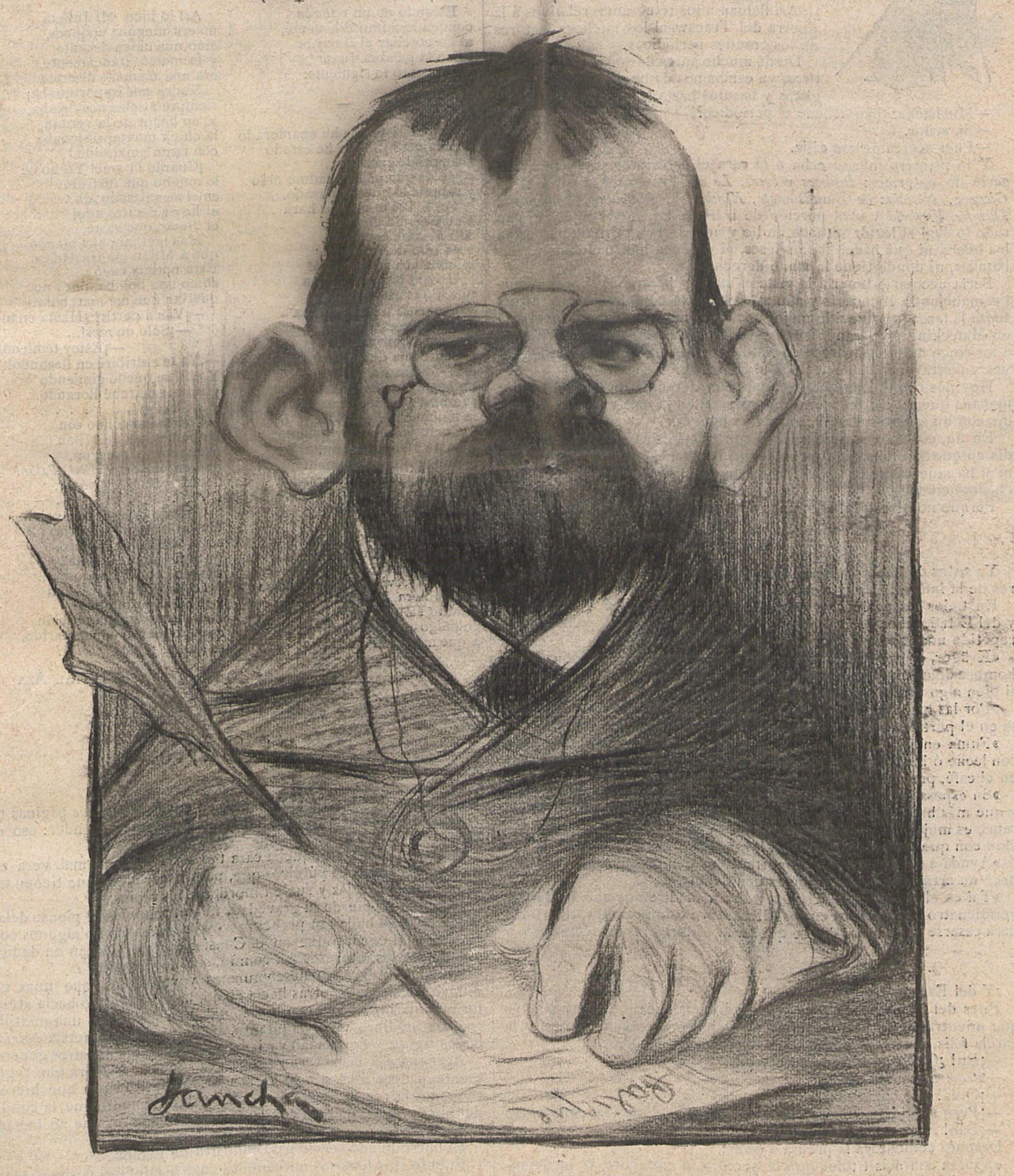
Clarín caricaturizado por Sancha para Madrid Cómico mientras escribe uno de sus «paliques»

Durante los ratos libres que le dejara la cátedra de la Universidad, Clarín escribía artículos para los periódicos El Globo, La Ilustración y Madrid Cómico. Envía a los periódicos de El Imparcial y Madrid Cómico sus «Paliques» satíricos y mordaces que le proporcionarán algunos enemigos adicionales.
En 1881 se publicó el libro Solos de Clarín, que recogió los artículos de crítica literaria. El prólogo es de Echegaray. Ese mismo año, en el mes de octubre publicó en La Ilustración Gallega y Asturiana el artículo «La Universidad de Oviedo», en el que hace un elogio al claustro restaurado y formado por los profesores Buylla, Aramburu y Díaz Ordóñez, entre otros.
A los treinta y un años de edad escribe Clarín su obra maestra La Regenta. En junio de 1885 salió a la calle el segundo volumen de esta composición del arte literario. En 1886 se edita su primer libro de cuentos con el título de Pipá. En 1889 termina un ensayo biográfico sobre Galdós, dentro de una serie titulada «Celebridades españolas contemporáneas». A finales de junio de 1891, el editor Fernando Fe saca a la luz la segunda novela larga de Clarín: Su único hijo.

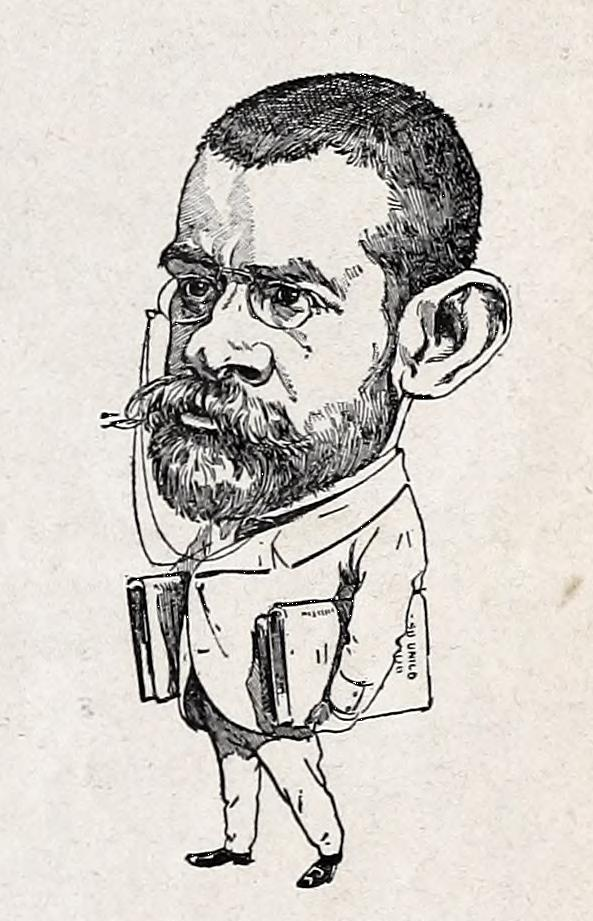
Retrato de Clarín (1893)

En 1892 Clarín pasa por una crisis de personalidad y religiosa en que, según sus palabras, trata de encontrar a su yo y a Dios. Poco después dejó reflejar dicha crisis en su cuento Cambio de Luz, cuyo protagonista Jorge Arial representa al autor y sus preocupaciones, sus dudas religiosas y su escepticismo filosófico. Clarín define a este personaje como «místico vergonzante». En esta época también colabora con la revista Los Madriles.
En 1894 se despertó su afición por el teatro por influencia de sus amigos la actriz María Guerrero y el dramaturgo Echegaray. Los biógrafos dicen que es un contrasentido en un hombre amante de la realidad y enemigo de la farsa. Por eso su primera obra teatral Teresa (ensayo dramático en un acto y en prosa) es una página real de su propia vida. Se publicó y se estrenó el 20 de marzo, en el Teatro Español de Madrid, en homenaje que se daba a la actriz María Guerrero. La obra resultó un rotundo fracaso, argumentando los críticos que carecía de arquitectura escénica y que tenía todos los defectos de un escritor novato.
Durante los últimos años de su vida, Clarín recibe gran cantidad de ofertas para colaboraciones así como peticiones de autorización para traducir su obra en nuevas ediciones. En 1900, la Casa Maucci de Barcelona le encarga la traducción de la novela de Émile Zola Trabajo. La retribución es buena y Clarín piensa que una traducción no le dará tanto trabajo como escribir. Pero los tecnicismos y palabras difíciles del escritor francés, unido al perfeccionismo de Clarín hacen que el trabajo se alargue durante meses, agotando la poca salud que tenía en aquellos años. Traduce día y noche para cumplir con la fecha indicada por la editorial, agotado pero contento de poder contribuir en dar a conocer al «pensador más ultrajado de todo el siglo XIX».

### Enfermedad y muerte
Clarín venía con su enfermedad desde años atrás y en los primeros meses de 1901 se sentía ya exhausto. En el mes de mayo viajó a León, invitado por su primo Ureña, con motivo de las fiestas que se celebraron por haberse terminado la reconstrucción de la catedral. En esta ciudad revivió su infancia y fue agasajado y querido por muchas personalidades. A su vuelta comentó: «En León pasé horas verdaderamente felices».
Una vez de vuelta en Oviedo sintió de nuevo y muy cercana su enfermedad. Allí fue acompañado constantemente por su sobrino el joven médico Alfredo Martínez García, que le diagnosticó una tuberculosis intestinal.
El 13 de junio de 1901, a las siete de la mañana, murió Leopoldo Alas, a la edad de cuarenta y nueve años. El féretro fue velado en el claustro de la universidad donde acudieron profesores, amigos y familiares del escritor. Al día siguiente fue enterrado en el cementerio de El Salvador.
En Madrid, el escritor Bonafoux (mediocre escritor según Clarín y otros colegas de la época), fiel enemigo hasta la muerte, preparó el artículo necrológico en que añadió estas palabras: «Yo he sido el primero en alegrarme de la muerte de Clarín. […] En su entierro se escuchó el silencio que se escucha en los entierros de los tiranos».

## Su obra cumbre:La Regenta(1884-1885)

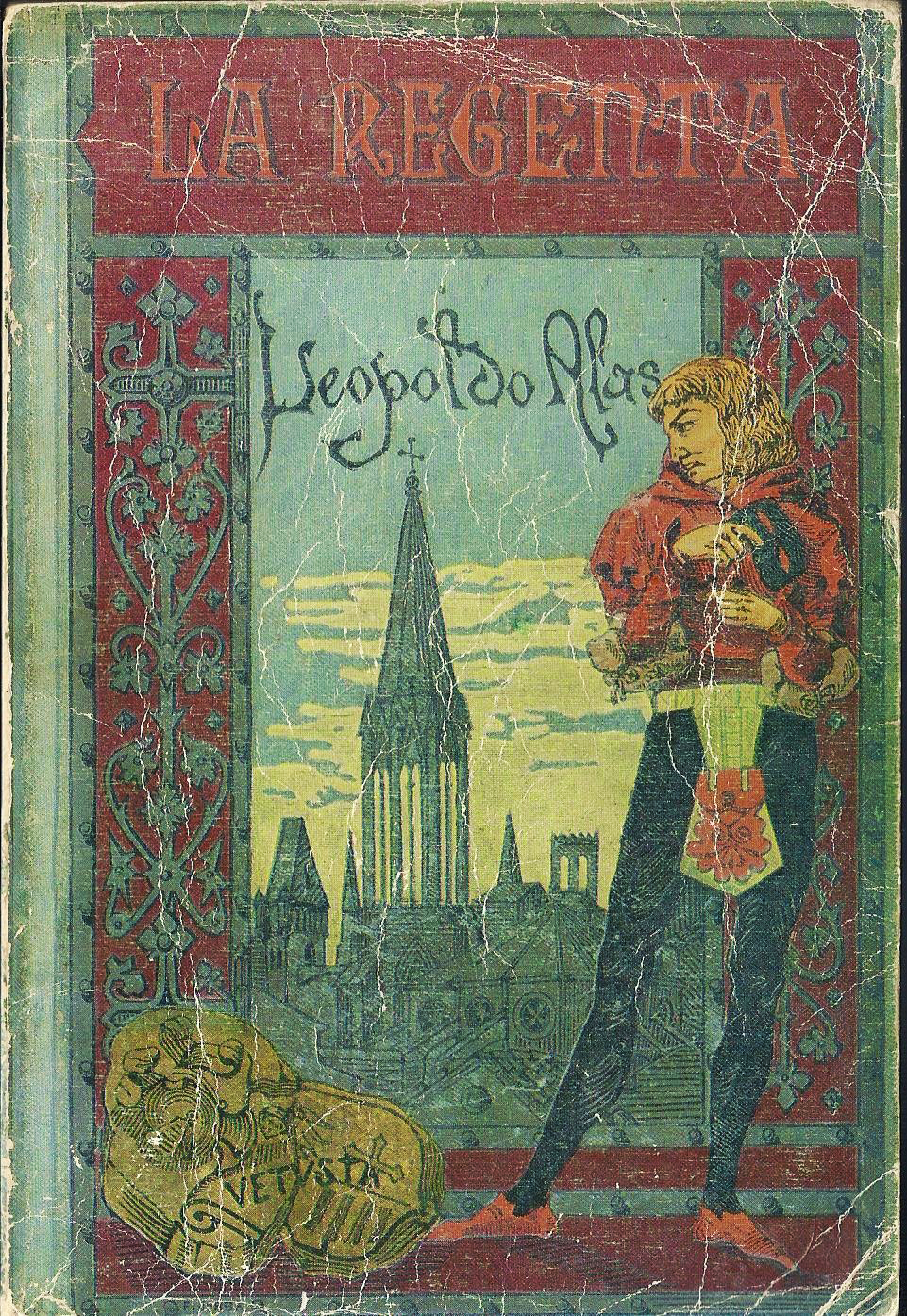
Portada de La Regenta (1884-1885)

Larga novela cuya acción transcurre en Vetusta, una capital provinciana española tras cuyo nombre enmascaró "Clarín" a la capital asturiana, Oviedo. Algunos críticos e hispanistas remarcan cierta semejanza con Madame Bovary, de Flaubert, y Ana Karenina, de Tolstói, posibles influencias a la que habría que añadir la del naturalismo y la del krausismo (corriente filosófica que propuso a través de la Institución Libre de Enseñanza y algunos cuadros universitarios la regeneración cultural y moral de España).
La Regenta destaca por su gran riqueza de personajes y planos secundarios, así como el uso de la técnica del fluir de los recuerdos, mientras que el retrato de la protagonista queda delicadamente desenfocado y vago. Por otra parte, aquí la caída de la señora provinciana tiene lugar entre dos cortejadores muy diversos: el más seductor galán de la ciudad, que acaba triunfando, y un canónigo de la catedral. El retrato de este canónigo es pieza clave del libro.
Para la descripción del ambiente provinciano y del entramado de la vida colectiva, Clarín utiliza técnicas como el monólogo interiorizado y el estilo indirecto libre, que hacen que la historia sea narrada por los personajes a través de sus pensamientos y que permiten penetrar en sus interioridades. Gracias a estas técnicas y un minucioso estudio del personaje en el medio (es decir la sociedad en la que vive) los personajes adquieren una cierta profundidad psicológica.
Para el escritor Ricardo Labra, autor de la obra "El caso Alas «Clarín». La memoria y el canon literario" la recepción de "La Regenta" en la ciudad de Oviedo fue nefasta y terrible. A ello contribuyeron la "conducta teocrática del obispo Ramón Martínez Vigil, el precoz olvido en que cayó la obra de Clarín, el ignominioso fusilamiento del rector Alas, la vil e iconoclasta vejación a la memoria del autor de La Regenta, la lamentable historia de su busto y de su monumento, la larga noche del franquismo con su explícita o subrepticia censura a la que con honradez, clarividencia y pertinacia, procuraron oponerse y resistir algunas fuerzas intelectuales de casa y de fuera". Considera que Clarín y su obra fueron víctimas de una activa damnatio memoriae, aunque también hubo esfuerzos por algunos universitarios como José María Martínez Cachero, e instituciones como Archivum o el Instituto de Estudios Asturianos que reivindicaron la obra de Clarín así como la resiliencia de su familia que permitió que a partir de los años 1980 reviviera su figura y su obra.

## Anécdotas
Parece ser que la pesadilla de todos los amigos y conocidos de Clarín era su letra ininteligible. Por ello recibía bastante a menudo críticas constructivas, alguna mofa o alguna queja:
- Pérez Galdós: en una carta dirigida a Clarín le dice, «¡Cuán más hermoso recibir un papel lleno de garabatos y prepararse a los goces puros de la adivinación! Ir conquistando sílaba a sílaba el reino misterioso de su escritura caldea»[14]
- Emilia Pardo Bazán: «Ya tenía ganas de ver sus deliciosos garabatitos».[cita requerida]

Clarín recibía continuamente cartas tanto para elogiarle, para insultarle o para pedir consejo y beneplácito sobre otras novelas. En una ocasión Clarín había escrito en sus Paliques que en España en aquellos años no había más que dos poetas y medio: Campoamor, Núñez de Arce y Manuel del Palacio (que se suponía era el «medio»). Este último, sintiéndose ofendido y humillado, envió a la finca de Guimerán donde se encontraba Clarín de vacaciones una larga epístola escrita en tercetos y llena de insultos. La respuesta fue dura y arrolladora. Compuso otra epístola con un número de versos aproximado a los de Palacio que tituló «A 0’50 poeta (epístola en versos con notas en prosa clara)». Toda España la leyó y toda España habló de Manuel del Palacio como el «medio poeta». Fue el regocijo de las tertulias madrileñas. El aludido no replicó y ahí terminó el asunto.[cita requerida]
En 1891, Clarín fue elegido para concejal republicano del Ayuntamiento de Oviedo mediante sufragio universal. Durante la reunión del acto de nombramiento, Clarín permaneció callado, pero sus nervios se dispararon al escuchar un "haiga" en boca de otro concejal que leía el acta. El profesor se echó sobre él con tanta furia dialéctica que el concejal, avergonzado por las risas de sus compañeros y del público asistente, presentó inmediatamente su dimisión. Clarín intervino de nuevo y consiguió que retirase la renuncia.[cita requerida]
A finales de febrero de 1937, después de fusilar a su hijo Leopoldo García-Alas García-Argüelles "una falange, horda mejor, de señoritos, se dedicaron a la cultural tarea de destrozar el monumento a Clarín" inaugurado el 21 de septiembre de 1908. Al monumento a Clarín sedente le pusieron una cabeza de burro y luego lo destrozaron. Otra afrenta llegó en 1953 cuando el entonces alcalde de Oviedo Alonso de Nora le encargó a Víctor Hevia que hiciera un nuevo busto de Clarín, que por las dudas e intereses en contra del escritor no culminó hasta 1968 ya que "Por una parte, Clarín resultaba muy incómodo, pero por otra, si no lo restablecían, se declaraban partícipes de aquel hecho tan espantoso de su destrucción". También se evitó realizar un relieve trasero en el monumento original, una alegoría del escultor Manuel Álvarez Laviada que representaba “La Verdad desprovista de toda Hipocresía” en una alegoría con una mujer semidesnuda.

## Obras

### Ensayos
- Solos de Clarín (1880).
- La literatura en 1881 (1882).
- Sermón perdido (1885).
- Nueva campaña (1887).
- Ensayos y revistas (1892).
- Palique (1894).

### Novelas
- La Regenta (1884-1885).
- Su único hijo (1890).
- Cuesta abajo (1890-1891).
- El abrazo de Pelayo (1889)

### Cuentos
Tal vez la faceta de la que menos se habla es su papel como gran cultivador de la novela corta, de relatos y de cuentos, formas que se desarrollan de forma extraordinaria en la literatura europea a partir de la mitad del siglo XIX. Entre las obras más destacadas de Clarín se pueden señalar cronológicamente las novelas cortas Pipá, Doña Berta, Cuervo, Superchería, de los cuentos y relatos El Señor y lo demás son cuentos, Cuentos morales, El gallo de Sócrates, obra póstuma, y Doctor Sutilis.
| - ¡Adiós, Cordera!; ¡Adiós, Cordera! (texto completo). - Amor’è furbo. - Boroña. - Cuentos morales. - Cuervo. - De la Comisión. - Doble vía. - Doctor Angelicus. - Don Paco del empaque. - Doña Berta. - Dos sabios. - El dúo de la tos. - El gallo de Sócrates. - El Señor y lo demás son cuentos. - El doctor Pértinax. | - El libro y la viuda. - El oso mayor. - El sombrero del cura. - En el tren. - En la droguería. - La rosa de oro. - Medalla... de perro chico. - Pipá. - Speraindeo. - Superchería. - Tambor y gaita. - Teresa. - Un candidato. - Un repatriado. - Un voto. |

### Teatro
- Salicio y Nemoroso, 1868, comedia musical de la que se conserva un esbozo en una página.
- Tres en una: pieza en un acto, 1867.
- Teresa, 1895.
- Juan Martín, 2001, drama en prosa del que se conservan varios fragmentos.

## Reconocimientos

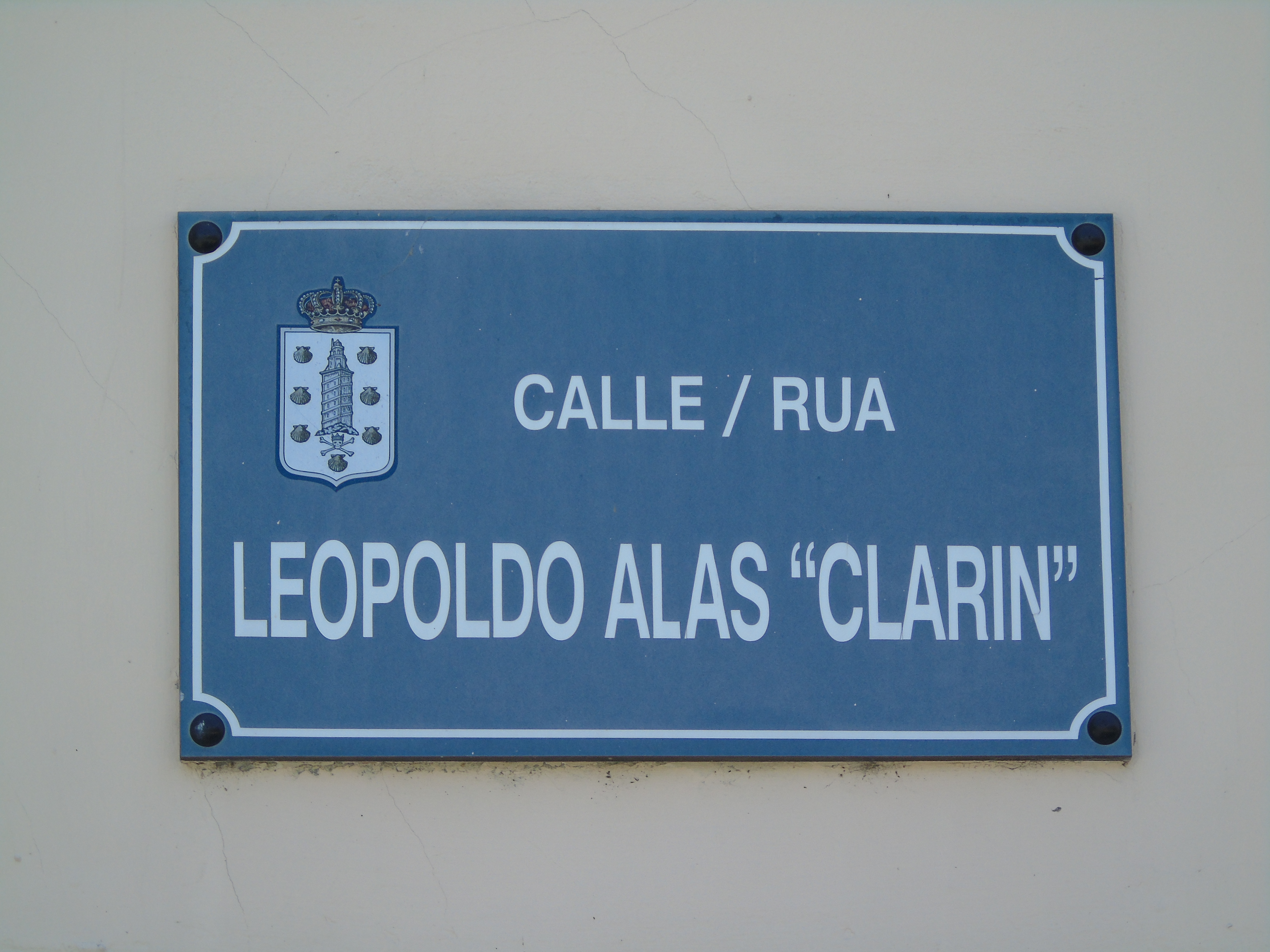
Calle Leopoldo Alas "Clarín" en La Coruña.

- Monumento a Leopoldo Alas "Clarín" erigido en la ciudad de Oviedo, obra de Víctor Hevia y Manuel Álvarez Laviada, y datado en 1931.
- La Regenta (escultura), hecha en bronce, obra de Mauro Álvarez Fernández, y datada en 1997.
- Se han realizado varias adaptaciones basadas en su obra La Regenta. Destacan la película La Regenta (1974) dirigida por Gonzalo Suárez o el telefilme La Regenta (1995) dirigida por Fernando Méndez-Leite y emitida por Televisión Española en 1995.
- Da nombre a varios nombres de calles en España como Madrid, Alcalá de Henares, Gijón y La Coruña, así como a un Instituto de Educación Superior en Oviedo.[16]
- Coincidiendo con el 140 aniversario de la publicación de La Regenta, el Ayuntamiento de Oviedo le concedió el título de hijo adoptivo de la ciudad.[17]